# Musca ugandae
Musca ugandae är en tvåvingeart som beskrevs av Fritz Isidore van Emden 1939. Musca ugandae ingår i släktet Musca och familjen husflugor. Inga underarter finns listade i Catalogue of Life.